# Бодонкур
Бодонку́р (фр. Baudoncourt) — коммуна во Франции, находится в регионе Франш-Конте. Департамент — Верхняя Сона. Входит в состав кантона Сен-Совёр. Округ коммуны — Люр.
Код INSEE коммуны — 70055.

## География
Коммуна расположена приблизительно в 320 км к востоку от Парижа, в 65 км севернее Безансона, в 23 км к северо-востоку от Везуля.
По территории коммуны протекает река Лантерн. На севере расположен аэродром.

## Население
Население коммуны на 2010 год составляло 546 человек.
| 1962 | 1968 | 1975 | 1982 | 1990 | 1999 | 2010 |
| ---- | ---- | ---- | ---- | ---- | ---- | ---- |
| 490  | 476  | 502  | 547  | 532  | 539  | 546  |

## Администрация
| Период | Период | Фамилия       | Партия | Примечания |
| ------ | ------ | ------------- | ------ | ---------- |
| 2001   | 2008   | Ги Шретьен    |        |            |
| 2008   | 2014   | Кристоф Лежён |        |            |

## Экономика
В 2010 году среди 330 человек трудоспособного возраста (15—64 лет) 236 были экономически активными, 94 — неактивными (показатель активности — 71,5 %, в 1999 году было 63,6 %). Из 236 активных жителей работали 213 человек (119 мужчин и 94 женщины), безработных было 23 (7 мужчин и 16 женщин). Среди 94 неактивных 24 человека были учениками или студентами, 35 — пенсионерами, 35 были неактивными по другим причинам.

## Фотогалерея

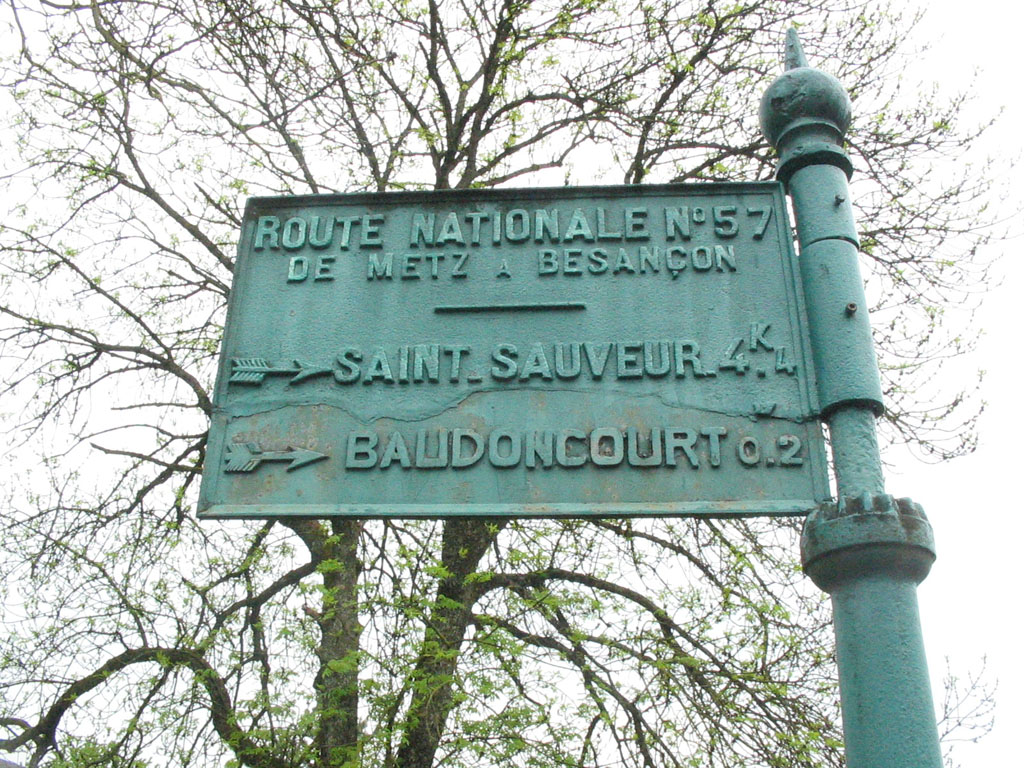
Дорожный указатель XIX века
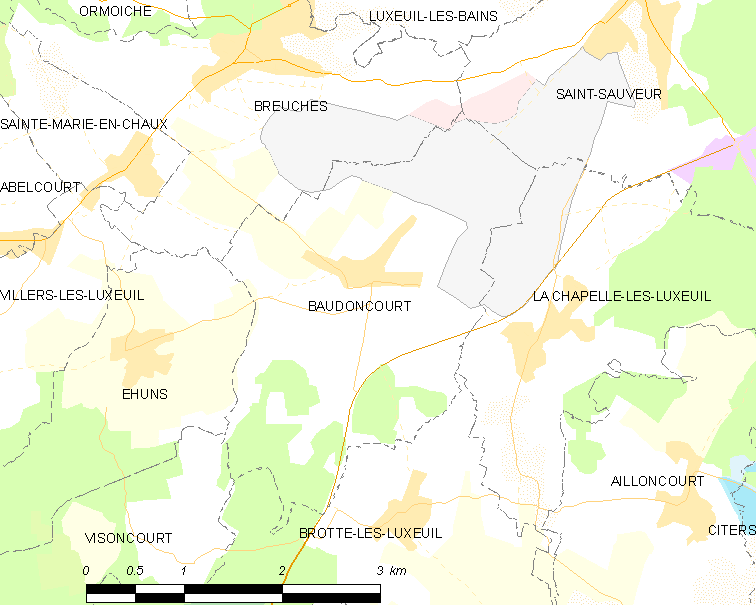
Карта коммуны